# Jack Ryan (franchise)
Cet article concerne la franchise. Pour la série télévisée, voir Jack Ryan (série télévisée).
 Pour plus de détails, voir Fiche technique et Distribution
Jack Ryan est une franchise médiatique basée sur la saga de romans de Tom Clancy mettant en scène Jack Ryan. Cinq longs métrages ont été produits. Une série télévisée, Jack Ryan, existe également.

## Cinéma

### Contenu
La série est composée de cinq opus (deux seulement se suivent chronologiquement et avec le même acteur) :
- À la poursuite d'Octobre rouge (The Hunt for Red October) de John McTiernan, sorti en 1990 avec notamment Alec Baldwin et Sean Connery ;
- Jeux de guerre (Patriot Games) de Phillip Noyce, sorti en 1992 avec notamment Harrison Ford ;
- Danger immédiat (Clear and Present Danger) de Phillip Noyce, sorti en 1994 également avec Harrison Ford ;
- La Somme de toutes les peurs (The Sum of All Fears= de Phil Alden Robinson, sorti en 2002 avec notamment Ben Affleck et Morgan Freeman ;
- The Ryan Initiative (Jack Ryan: Shadow Recruit) de Kenneth Branagh, sorti en 2014 avec notamment Chris Pine.

Un film adapté du roman Le Cardinal du Kremlin, suite de À la poursuite d'Octobre rouge, a un temps été envisagé. Harrison Ford et William Shatner devaient tenir les rôles principaux. Par ailleurs, le film Sans aucun remords (2021) revient sur les origines de John Clark, portant encore son vrai nom, John Kelly.

### Synopsis
À la poursuite d'Octobre rouge
Adapté du roman du même nom
En 1984, lors de la guerre froide, le sous-marin russe de classe Typhoon Octobre rouge, fleuron de la marine soviétique, est équipé d'un nouveau système de propulsion silencieux, appelé « la chenille », qui le rend indétectable aux sonars. Les premiers essais du navire sont confiés au commandant Marko Ramius, vétéran de la marine soviétique aux états de service irréprochables. Ce dernier, qui a compris que ce sous-marin est équipé d'armes nucléaires de première frappe, désobéit aux ordres et met le cap sur les États-Unis, afin de passer à l'Ouest. Seul ses plus proches officiers sont dans le coup, l'équipage ignorant ce plan. Mais l'État-major soviétique est informé peu après le départ de ses intentions par une lettre que Ramius a postée avant son départ.
Les Soviétiques font alors tout pour empêcher Ramius de livrer le sous-marin aux américains, y compris en leur annonçant que Ramius, dans une crise de folie, veut les attaquer, afin de les forcer à détruire eux-mêmes le sous-marin, s'ils le détectent. Du côté américain, Jack Ryan, un analyste de la CIA qui connaît Ramius, en arrive à la conclusion que celui-ci souhaite réellement passer à l'Ouest. Les militaires américains ne sont pas convaincus, mais un responsable du gouvernement, le conseiller à la sécurité nationale Jeffrey Pelt donne trois jours à Ryan pour prouver sa théorie. Il est envoyé sur un porte-avions au milieu de l'Atlantique. Pendant ce temps, après sept heures de retard lié à son immersion, Tupolev le commandant du sous-marin d'attaque de classe Alfa Konovalov reçoit également l'ordre d'intercepter et de détruire l'Octobre rouge.
Jeux de guerre
Adapté du roman du même nom
Ancien analyste de la CIA, Jack Ryan est désormais professeur à l'Académie navale d'Annapolis. Après une conférence à Londres, il déjoue une tentative d'assassinat d'un ministre, cousin de la reine du Royaume-Uni, par des terroristes irlandais se réclamant d'une branche dissidente de l'IRA. Jack Ryan est blessé juste avant de tuer l'un d'entre eux, permettant l'arrestation du frère de ce dernier, Sean Miller. Kevin O'Donnell, le chef du commando, réussit à faire évader Sean pendant son transfert à la prison de l'île de Wight. De son côté, Sean ne pense qu'à venger la mort de son frère, ce que Kevin laisse faire en espérant que cela l'apaise.
Danger immédiat
Adapté du roman du même nom
Un ami du Président des États-Unis est assassiné sur son yacht avec sa famille. L'enquête révèle qu'il aidait un cartel de la drogue colombien à blanchir ses revenus. Le président et ses conseillers Robert Ritter et James Cutter décident d'organiser des représailles secrètes et illicites : ils engagent le mercenaire John Clark et plusieurs soldats pour détruire les usines appartenant au chef du cartel,  Ernesto Escobedo. Devenu directeur adjoint du renseignement de la CIA, Jack Ryan essaie lui aussi de lutter contre le cartel colombien mais par la méthode légale. Lorsqu'il découvre l'opération secrète, il tente d'y mettre un terme et se retrouve avec le Président et ses conseillers face à lui. Dans le même temps, le bras droit d'Escobedo, Felix Cortez, découvre lui aussi l'opération contre Escobedo et décide d'en profiter pour détrôner son patron et prendre le contrôle du cartel.
La Somme de toutes les peurs
Adapté du roman du même nom
Au début des années 2000, le complot d'un groupuscule néo-nazi vise à déclencher la guerre nucléaire entre les États-Unis et la Russie afin de faire régner le fascisme sur le monde. Jack Ryan, un analyste de la CIA, découvre et comprend les actions du complot. Il trouve le moyen de stopper le processus menant à la guerre nucléaire.
The Ryan Initiative
Diplômé de la London School of Economics, Jack Ryan est un jeune analyste de la CIA. Sous couverture, il est chargé de traquer les sources de financement du terrorisme et découvre un complot russe mené par l'industriel Viktor Cherevin. Celui-ci veut détruire l'économie américaine en profitant d'une attaque terroriste d'envergure.

### Distribution
| Personnages                         | Films                          | Films            | Films            | Films                        | Films               |
| Personnages                         | À la poursuite d'Octobre rouge | Jeux de guerre   | Danger immédiat  | La Somme de toutes les peurs | The Ryan Initiative |
| ----------------------------------- | ------------------------------ | ---------------- | ---------------- | ---------------------------- | ------------------- |
| Personnages                         | 1990                           | 1992             | 1994             | 2002                         | 2014                |
| Jack Ryan                           | Alec Baldwin                   | Harrison Ford    | Harrison Ford    | Ben Affleck                  | Chris Pine          |
| Catherine "Cathy" Ryan (née Muller) | Gates McFadden                 | Anne Archer      | Anne Archer      | Bridget Moynahan             | Keira Knightley     |
| James Greer                         | James Earl Jones               | James Earl Jones | James Earl Jones |                              |                     |
| Sally Ryan                          | Louise Borras                  | Thora Birch      | Thora Birch      |                              |                     |
| John Clark                          |                                |                  | Willem Dafoe     | Liev Schreiber               |                     |
| Domingo "Ding" Chavez               |                                |                  | Raymond Cruz     |                              |                     |

### Accueil

#### Box-office
| Film                           | Année  | Recettes au box-office | Recettes au box-office | Recettes au box-office | Entrées France    | Budget        | Références |
| Film                           | Année  | États-Unis/ Canada     | international          | Mondial                | Entrées France    | Budget        | Références |
| ------------------------------ | ------ | ---------------------- | ---------------------- | ---------------------- | ----------------- | ------------- | ---------- |
| À la poursuite d'Octobre rouge | 1990   | 122 012 643 $          | 78 500 000 $           | 200 512 643 $          | 1 141 695         | 30 000 000 $  | ,          |
| Jeux de guerre                 | 1992   | 83 351 587 $           | 94 700 000 $           | 178 051 587 $          | 1 236 770         | 45 000 000 $  | ,          |
| Danger immédiat                | 1994   | 122 187 717 $          | 93 700 000 $           | 215 887 717 $          | 977 302           | 62 000 000 $  | ,          |
| La Somme de toutes les peurs   | 2002   | 118 907 036 $          | 75 014 336 $           | 193 921 372 $          | 765 256           | 68 000 000 $  | ,          |
| The Ryan Initiative            | 2014   | 50 577 412 $           | 84 933 618 $           | 135 511 030 $          | 452 685           | 60 000 000 $  | ,          |
| Totaux                         | Totaux | 497 036 395 $          | 426 847 954 $          | 923 884 349 $          | 4 573 708 entrées | 265 000 000 $ | [ 13 ]     |

#### Critique
| Films                          | Rotten Tomatoes     | Metacritic            | AlloCiné             |
| ------------------------------ | ------------------- | --------------------- | -------------------- |
| À la poursuite d'Octobre rouge | 88% (76 critiques)  | 58/100 (17 critiques) | NC                   |
| Jeux de guerre                 | 72% (102 critiques) | 64/100 (23 critiques) | 2,5⁄5 (4 critiques)  |
| Danger immédiat                | 81% (47 critiques)  | 74/100 (14 critiques) | NC                   |
| La Somme de toutes les peurs   | 59% (175 critiques) | 45/100 (35 critiques) | 2,5⁄5 (16 critiques) |
| The Ryan Initiative            | 55% (191 critiques) | 57/100 (36 critiques) | 3,1⁄5 (19 critiques) |

## Télévision
Jack Ryan (parfois Tom Clancy's Jack Ryan) est une série télévisée américaine, en trente épisodes d'environ 45 minutes, créée par Carlton Cuse et Graham Roland. Elle est diffusée entre le 31 août 2018 et le 14 juillet 2023 sur Prime Video. Le rôle-titre y est tenu par John Krasinski. Un film est également prévu pour conclure l'intrigue. Son tournage débute en janvier 2025.

### Synopsis
Saison 1
Ancien marine ayant quitté l'armée pour des problèmes de dos, Jack Ryan est devenu analyste financier à la CIA. Il enquête sur des transactions inhabituelles dans les milieux du terrorisme, et découvre qu'un nouvel acteur terroriste, nommé Suleiman, a récolté 9 millions de dollars, ce qui lui permettra de réaliser un attentat sans précédent sur le sol américain. Cependant, son supérieur James Greer est difficilement convaincu. Du moins, jusqu'à ce que quelqu'un tente effectivement de récolter cette somme; dès lors, Ryan et Greer traquent Suleiman à travers le globe en passant par le Moyen-Orient et l'Europe, jusqu'aux États-Unis. 
Saison 2
Après avoir repéré une présumée cargaison d’armes illégales au cœur de la jungle du Venezuela, Jack Ryan mène l'enquête en Amérique du Sud. Alors que les investigations de Jack menacent de révéler au grand jour une vaste conspiration, le Président du Venezuela lance une contre-attaque qui frappe de plein fouet Jack et ses collègues entraînant l’équipe dans une mission internationale à travers les États-Unis, la Russie et le Venezuela pour démêler le complot du Président et apporter la stabilité dans un pays au bord du chaos.
Saison 3
Jack enquête sur un complot visant à recréer l'ancienne Union soviétique en faisant exploser une bombe nucléaire tactique intraçable en Tchéquie.
Saison 4
Désormais directeur adjoint par intérim de la CIA, Jack doit affronter sa mission la plus périlleuse à ce jour. Celle-ci implique un ennemi opérant aux États-Unis et au-delà. Les ennuis commencent lorsqu'il enquête sur des rumeurs de corruption interne, au cours desquelles lui et ses proches collaborateurs découvrent des preuves d'une alliance entre un cartel de la drogue et une organisation terroriste.

### Distribution de la série
| Personnages                         | Saisons          | Saisons          | Saisons        | Saisons        |
| Personnages                         | Saison 1         | Saison 2         | Saison 3       | Saison 4       |
| ----------------------------------- | ---------------- | ---------------- | -------------- | -------------- |
| Personnages                         | 2018             | 2019             | 2022           | 2023           |
| Jack Ryan                           | John Krasinski   | John Krasinski   | John Krasinski | John Krasinski |
| Catherine "Cathy" Ryan (née Muller) | Abbie Cornish    |                  |                | Abbie Cornish  |
| James Greer                         | Wendell Pierce   | Wendell Pierce   | Wendell Pierce | Wendell Pierce |
| Domingo "Ding" Chavez               |                  |                  |                | Michael Peña   |
| Matice Garth / Jeff                 | John Hoogenakker | John Hoogenakker |                |                |
| Mike November                       |                  | Michael Kelly    | Michael Kelly  | Michael Kelly  |

## Jeux vidéo
Le jeu vidéo The Hunt for Red October (1987) est adapté du roman À la poursuite d'Octobre rouge. La série de films a quant à elle donné naissance à trois jeux vidéo pour différentes consoles. Deux jeux à défilement horizontal ont été produits en 1990 pour coïncider avec la sortie d'À la poursuite d'Octobre rouge. Un jeu pour ordinateur est publié par Grandslam Interactive Ltd., tandis qu'un autre a été publié par Hi-Tech Expressions, Inc. pour consoles Nintendo. En 2002, le jeu La Somme de toutes les peurs est édité par Ubisoft pour Microsoft Windows, PlayStation 2 et GameCube
Les personnages de certains romans Domingo Chavez (dans le rôle de Ding Chavez) et John Clark apparaissent tous deux en tant que membre et leader de l'équipe Rainbow dans la série de jeux Tom Clancy's Rainbow Six.